# Homoplectra flinti
Homoplectra flinti là một loài Trichoptera trong họ Hydropsychidae. Chúng phân bố ở miền Tân bắc.